# 이은우 (레이싱 모델)
이은우(본명: 이우진, 1984년 5월 22일 ~ )는 대한민국의 레이싱 모델이다.

## 학력
- 이화여자대학교 작곡과

## 경력 및 수상
경력
- 2008년 : 월드슈퍼카코리아 투어 모델
- 2009년 : 서울모터쇼 토요타 모델
- 2009년 : 경주밀레니엄모터쇼 모델
- 2010년 : 부산국제모터쇼 슈퍼카 컬렉션, 튜닝카 페스티벌 모델
- 2010년 : 코리아 스쿠터 레이스 챔피언쉽 레이싱모델
- 2010년 : 서울오토살롱 레이싱모델

수상
- 2006년 : 한국모델시상식 패션쇼
- 2006년 : 바다여왕 선발대회 션 모델상